# Schloss Monrepos (Ludwigsburg)

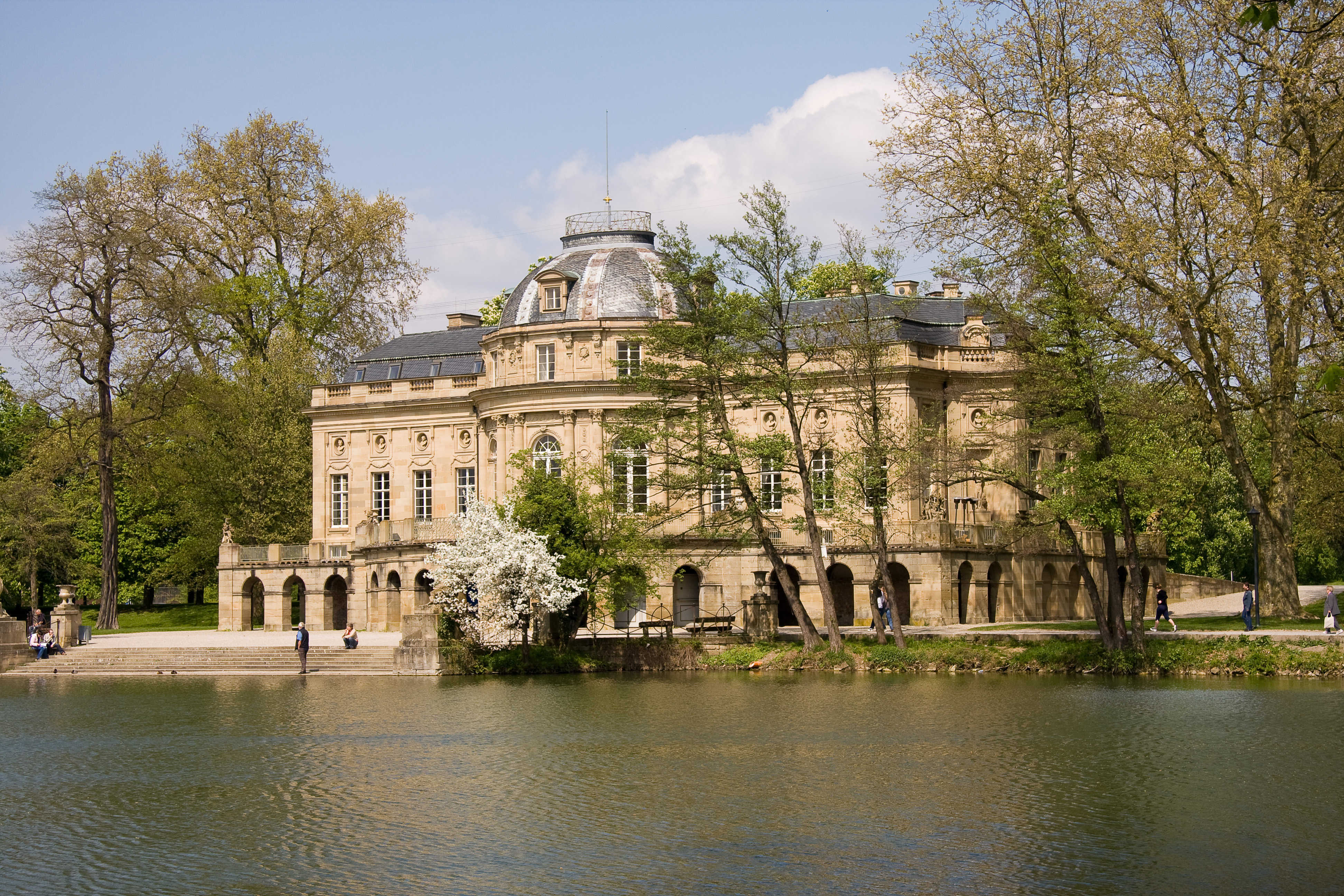
Schloss Monrepos, Seeseite

Schloss Monrepos (von französisch mon repos ‚meine Ruhe, meine Erholung‘) ist ein Baudenkmal im Nordwesten von Ludwigsburg. Durch eine Allee ist das ehemalige Lustschloss der württembergischen Herzöge und Könige mit dem Schloss Favorite verbunden.

## Baugeschichte

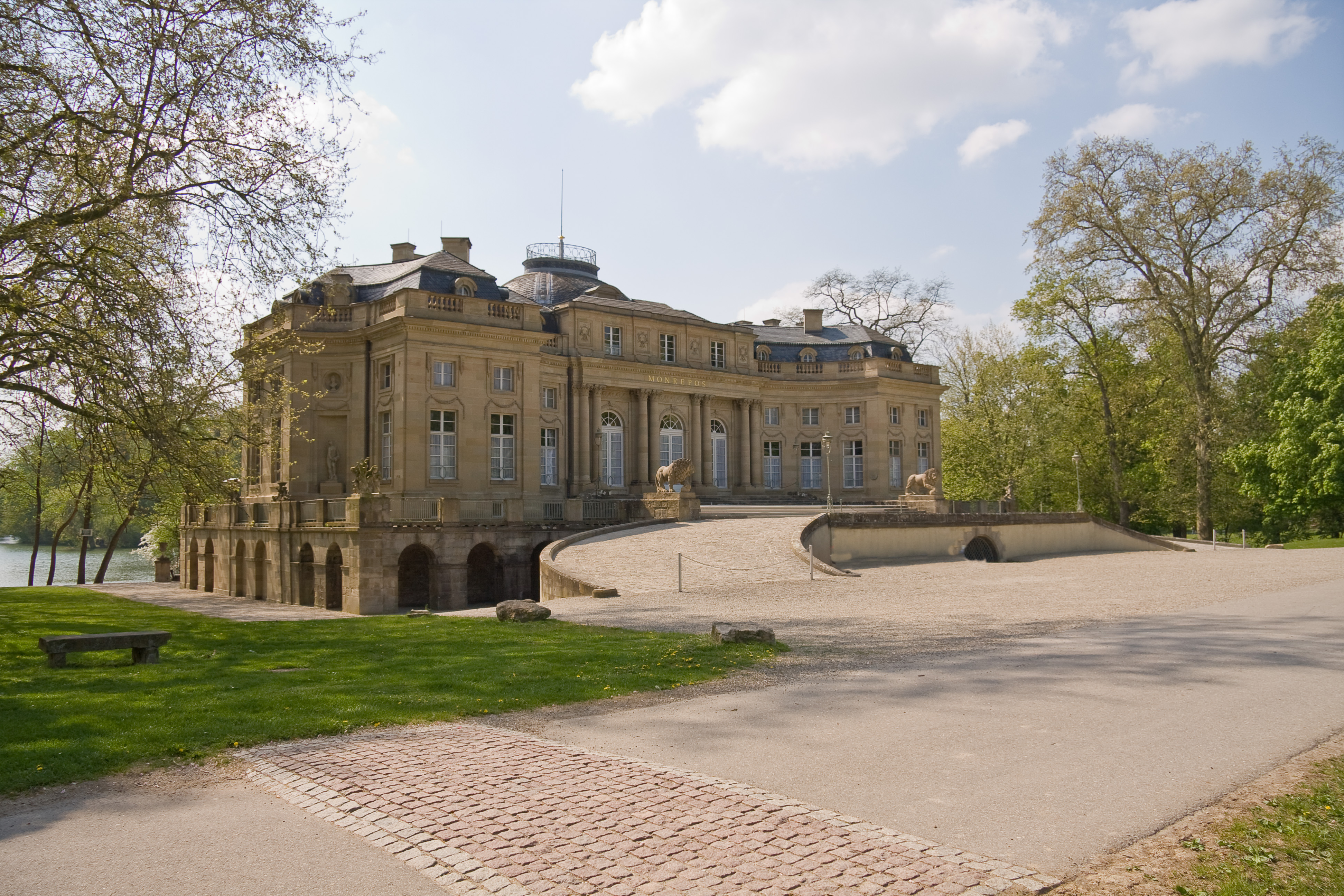
Schloss Monrepos, Gartenseite

Schon seit dem 16. Jahrhundert hielten sich die Herzöge von Württemberg gerne am Eglosheimer See zur Jagd auf. Herzog Eberhard Ludwig ließ 1714 am nördlichen Ufer einen achteckigen Pavillon, das Seehäuslein, errichten. Unter Herzog Carl Eugen wurde das gesamte Gelände in barocken Formen gestaltet. Seit 1755 schuf man einen rechteckigen See mit geraden Ufern. Wenige Jahre danach beauftragte der Herzog seinen Architekten Philippe de La Guêpière mit der Planung eines barocken Lustschlosses. Die Bauarbeiten begannen 1760, kamen aber nach vier Jahren zum Erliegen. Herzog Carl Eugen interessierte sich zwischenzeitlich mehr für seine anderen Schlossbauprojekte. Die halbfertige Anlage fiel in einen Dornröschenschlaf.
Erst Herzog Friedrich I. (seit 1803 Kurfürst, seit 1806 König) interessierte sich wieder für das halb verfallene Schlösschen. Baumeister Nikolaus Friedrich von Thouret plante eine Umgestaltung im klassizistischen Stil und ließ den Seegarten im englischen Landschaftsstil umgestalten. Die rechteckige Form wurde aufgegeben, im See schüttete man zwei künstliche Inseln, die Kapellen- und die Amorinsel, auf und errichtete darauf verschiedene Bauten. So verlegte man die Kapelle von Hohenheim auf eine der Inseln, während auf der anderen ein Amortempel stand. Gleichzeitig wurde der Schlossbau nach den Plänen Thourets im Jahr 1804 ausgeführt. Zum Seeschloss gehörten eine Meierei, also ein landwirtschaftliches Gut, und ein großer Tierpark. Nach dem Befehl des Kurfürsten erhielt das Seeschloss 1804 den Namen Monrepos. Sein Landgut Monrepos bei Wyborg hatte Friedrich 1788 an Ludwig Heinrich von Nicolay aus politischen Gründen verkaufen müssen. Häufig kam der König mit einem kleinen Gefolge nach Monrepos, um sich zurückzuziehen und zu jagen. Vor der Gartenfassade des Schlosses stehen zwei Medici-Löwen, bei denen es sich um Kopien der berühmten Tierfiguren aus Florenz handelt.
Gegenüber dem Schloss wurde ein Festinbau für höfische Festmahle mit einem Theater errichtet, dann das Theater von Schloss Grafeneck auf der Schwäbischen Alb hierher versetzt und beide Gebäude durch einen Gang miteinander verbunden. So konnte man auch größere Festlichkeiten, etwa den Geburtstag der Königin im September, hier feierlich begehen. Im Jahr 1815 trafen sich Zar Alexander I. von Russland und der Kaiser Franz II. von Österreich in Ludwigsburg. Aus diesem Anlass fand eine Aufführung der Oper Cortez im Theater Monrepos statt, bei der sich plötzlich die hintere Bühnenwand öffnete, hinter der württembergische Soldaten das Schlachtengetümmel der Opernszene inszenierten.

## Nutzungsgeschichte

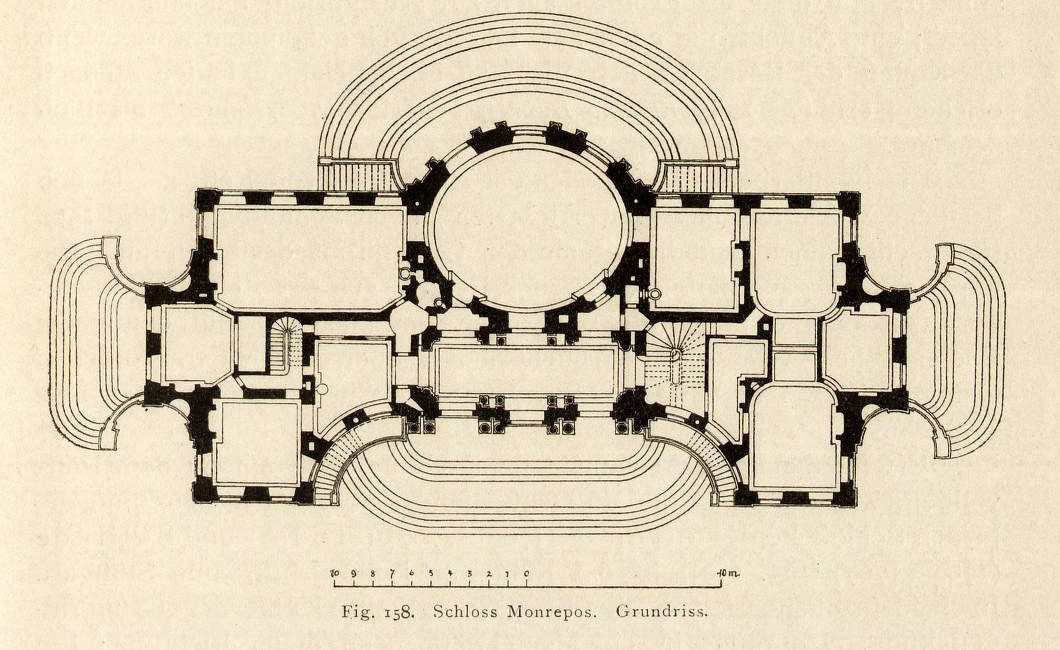
Schloss Monrepos, Grundriss

Während der Monarchie diente Monrepos den württembergischen Herzogen und Königen als privates Lustschloss. Nach dem Tod von König Friedrich 1816 erhielt Königin Charlotte Mathilde das Schloss mit ihrer Witwenversorgung, besuchte es jedoch wahrscheinlich nur noch selten. Sie ließ das Festingebäude und das Theater abbrechen; der Standort beider Gebäude ist gegenüber dem Schloss an einer Erdaufschüttung erkennbar. König Wilhelm I. gab den Tierpark auf und nutzte die Domäne vor allem zur Schaf- und Viehzucht. Er ließ das Schloss und das Gut nach dem Tod der Königin Charlotte Mathilde für die Hofdomänenkammer 1829 ankaufen und benannte es anschließend in Seegut um. Das Schloss wurde zur Besichtigung freigegeben. König Karl ordnete kurz nach seinem Regierungsantritt an, dass die Domäne wieder Monrepos genannt werden sollte. Seit 1870 war die Domäne Monrepos verpachtet, im Jahr 1890 richtete man eine öffentliche Wirtschaft ein. In der Folge entwickelte sich Monrepos zum Naherholungsgebiet für den Raum Ludwigsburg. Im Zweiten Weltkrieg erhielt die Kapelle auf der Insel einen Bombentreffer und ist seitdem eine Ruine.
1967 bis 1969 wurde in unmittelbarer Nähe des Sees das Schlosshotel Monrepos gebaut und 1975 erweitert. Die Hofkammer des Hauses Württemberg verlegte 1981 das Hofkameralamt Stuttgart und die Weinkellerei in ein neu errichtetes Gebäude; 2003 wurde das Hofkameralamt in den Geschäftsbereich Liegenschaften in Ostfildern-Scharnhausen integriert. Auf einer Teilfläche der ehemaligen Domäne entstand der 1993 in Betrieb genommene Golfplatz mit neun Loch. Er wurde später erweitert auf heute 18 Loch. Daneben entstand auch ein öffentlicher 6-Loch-Golfplatz. Zwei ehemalige Getreidespeicher der Domäne wurden zu Bürogebäuden umgebaut. Anfang der 1990er Jahre betrieb die Hofkammer des Hauses Württemberg im Rahmen des Parkpflegewerks Monrepos eine originalgetreue Rekonstruktion des englischen Gartens aus der Zeit des Königs Friedrich, die freilich aus Gründen des Naturschutzes nicht vollständig durchgeführt werden konnte. Nach den alten Plänen wurden die Alleen um den See neu angelegt. Heute dient der Seegarten als Naherholungsgebiet für den Großraum Ludwigsburg, während das Schloss selbst vermietet wird und nicht besichtigt werden kann. Seit 1995 findet auf der Festinwiese vor dem Schloss Monrepos jedes Jahr das „Monrepos Open Air“ der Ludwigsburger Schlossfestspiele statt.
Während der Fußball-Europameisterschaft 2024 gastierte die belgische Fußballnationalmannschaft im Schlosshotel Monrepos. Während des Final Four der UEFA Nations League 2024/25 im Juni 2025 gastierte die französische Fußballnationalmannschaft im Hotel.

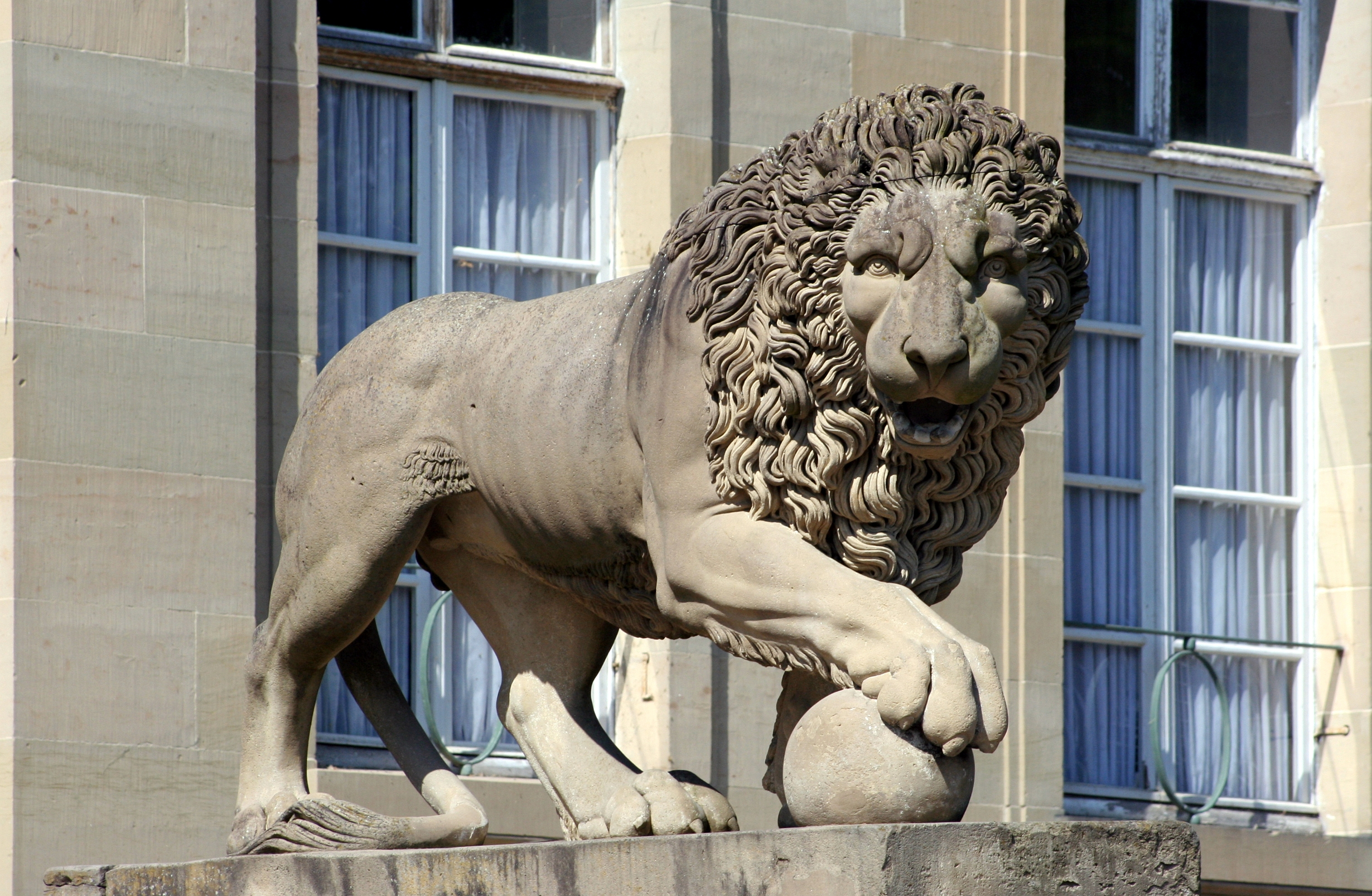
Medici-Löwe vor dem Schloss
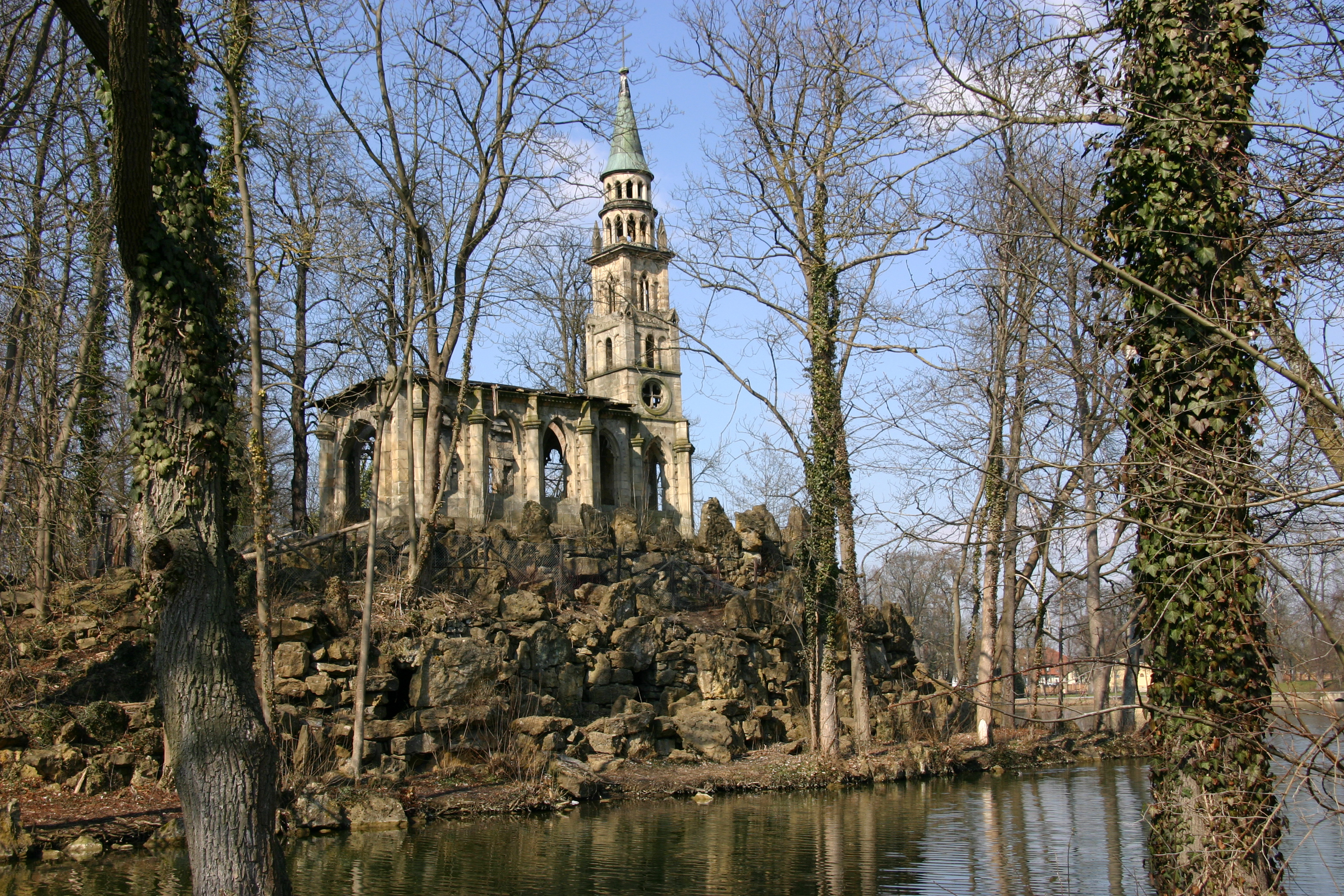
Ruine auf der Kapelleninsel
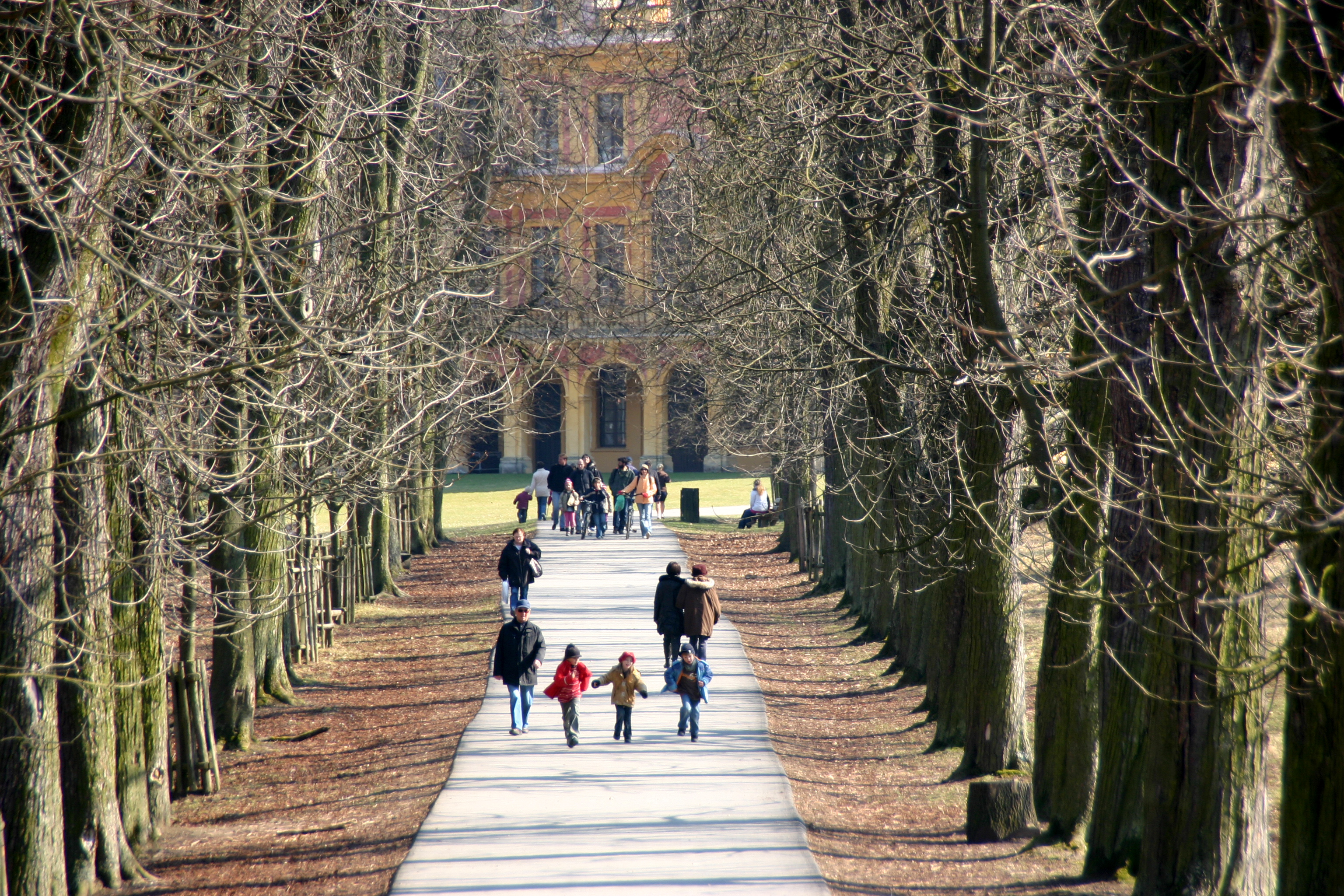
Allee zum Schloss Favorite